# دومانگتس-کولونگا
دومانگتس-کولونگا (به لهستانی:  Domanice-Kolonia) یک روستا در لهستان است که در گمینا دومانگتسه واقع شده‌است.